# 확약
확약(確約 affirmance)이란 영미법의 민사소송법의 한 제도로 상소가 이루어진 경우 상소심 법원이 상소를 기각하고 원심판결을 확인하는 것을 말한다. 행정법상 일정한 행정작용을 하거나 하지 않을 것을 내용으로 하는 행정청의 구속력 있는 약속을 말한다.

## 기타
또 다른 뜻으로선 취소할 수 있는 계약에 대하여 취소권리가 취소권을 포기하고 계약을 추인하는 것을 확약이라고 한다.

## 행정법상 확약
행정법상 확약(Zusicherung)은 공무원임용의 내정, 내인가, 내허가 등과 같이 장래에 일정한 행정작용을 하거나 하지 않을 것을 내용으로 하는 행정청의 자기구속적 의사표시이다. 확약이 공정력이나 불가쟁력과 같은 효력이 인정되는 행정행위로 볼 것인가에 대하여 견해가 대립되는데, 확약은 약속된 행정행위는 아니지만 약속 그 자체가 행정청을 구속하는 행정행위라는 견해가 있고 종국적 처분이 아니므로 행정행위가 아니라는 견해가 있다.

### 법적 성격
학설은 크게 행정행위설과 독자적 행정행위설로 대립한다. 확약은 종국성이 없으므로 행정행위가 아니며 독자적인 법형식이라는 부정설, 행정청을 구속하는 규율성이 있으므로 행정행위성을 인정하는 긍정설이 있으며 판례는 어업권면허에 선행하는 우선순위결정에 관한 사건에서 확약의 행정행위성을 부정하고 있다.

### 현행법상 근거
현행법(행정절차법)에는 확약에 대한 내용이 없다. 그러나 학설은 확약의 근거로 본권한내재설을 내놓고 있다.
1987년 행정절차법 개정안에는 확약에 대한 내용이 포함되어 있었지만 삭제되었다.

## 사례
과세기관인 성북세무서가 사인인 甲에 대해 부가가치세 부과라는 행정행위를 장래에 하지 않을 것이라는 사실을 약속하는 행위로 확약에 해당한다.

## 판례
어업권면허에 선행하는 우선순위결정은 행정청이 우선권자로 결정된 자의 신청이 있으면 어업권면허처분을 하겠다는 것을 약속하는 행위로서 강학상 확약에 불과하고 행정처분은 아니므로, 우선순위결정에 공정력이나 불가쟁력과 같은 효력은 인정되지 아니하며, 따라서 우선순위결정이 잘못되었다는 이유로 종전의 어업권면허처분이 취소되면 행정청은 종전의 우선순위결정을 무시하고 다시  우선순위를 결정한 다음 새로운 우선순위결정에 기하여 새로운 어업권면허를 할 수 있다.

## 같이 보기
- 국가배상청구소송
- 신뢰보호의 원칙